# Хуангхе
Хуангхе (Хуангху, Хоангхо; кин. Huáng Hé - слушајⓘ) је река у северној Кини. Дугачка је 5.464 km. Име преведено са кинеског значи „Жута река”. Река је добила ово име јер носи велике количине леса жуте боје, од чега и сама река постаје жута.
Хуангхе је трећа по дужини река у Азији, након река Јангцекјанг и Јенисеј, и шести најдужи речни систем на свету са процењеном дужином од 5.464 km. Река извире у Бајан Бар планинама у Ћингхај провинцији западне Кине. Она протиче кроз девет провинција, и улива се у Бохајско море у близини града Дунгјинг у провинцији Шандунг. Слив Жуте реке има има источно–западни опсег од око 1.900 km и северно–јужни од око 1.100 km. Укупна површина слива је око 752.546 km².
Слив ове реке је колевка кинеске цивилизације, и био је најпросперитетнији регион у раној историји Кине. Међутим, због честих разорних поплава и промена тока насталих услед непрекидног уздизања дна речног корита, понекад изнад нивоа околних пољопривредних поља, ова река је исто тако називана Кинеском тугом и Казном Хан народа.

## Име
Рана Кинеска литература укључујући Ју Гонг или Поштовање Јуа која датира из периода зараћених држава (475 — 221 п. н. е.) назива Жуту реку једноставно 河 (старокинески језик: *C.gˤaj, модерни кинески (пинјин) Hé), ознаком која је попримила значење „река” у модерној употреби. Прва појава имена 黃河 (старокинески језик: *N-kʷˤaŋ C.gˤaj; средњи кинески језик: ) је у Књизи Хана написаној током времена источне Ханске династије. Придев „жута” описује вишегодишњу боју муљне воде у доњем току реке, која настаје од земљишта (леса) које реке носи низводно.
Једно од старијих монголских имена је било „Црна река”, пошто је ток реке прозрачан пре уласка у Лесовски плато. Садашње име реке међу становништвом Унутрашње Монголије Ȟatan Gol (Хатан гол, „Краљичина река”). У самој Монголији, она се једностано назива Šar Mörön (Шар мөрөн, „Жута река”).

## Историја

### Динамика
Жута река је једна од неколико река које су есенцијалне за постојање Кине. У исто време, међутим, она је узроковала неколико смртоносних поплава, укључујући једину природну катастрофу у записаној историји која је усмртила више од милион људи. Најсмртоноснија поплава се догодила током владавине династије Јуан 1332–33 године, при чему је изгубило живот око 7 милиона људи. Томе следи поплава из 1887. године током владавине династије Ћинг, у којој је усмрћено између 900.000 и 2 милиона људи, и поплава из 1931. године у ери Републике Кине (која је једна од многих поплава те године) у којима је изгубило живог 1–4 милиона људи.
Узроци поплава су велике количине ситнозрног леса који река носи са Лесове висоравни, која се непрекидно депонује дуж дна њеног канала. Седиментација узрокује да се природне бране полако формирају. Ове подводне бране су биле непредвидљиве и генерално се нису могле детектовати. На крају, енормна количина воде би морала да пронађе нови пут до мора, што она чини путањом најмањег отпора. Кад дође до тога, вода би се распрострла широм равне Северне кинеске низије, понекад узимајући нови канале и плавећи пољопривредно земљиште, градове или вароши на свом путу. Традиционални кинески одговор изградње све виших и виших насипа дуж обала реке је понекад доприносио озбиљности поплава. Када би се поплавне воде пробиле кроз насипе, оне више нису могле да буду дрениране у корито реке, као што би се то догодило након нормалних поплава, пошто је речно корито понекад било више од околине. Ове промене су могле да узрокују да се ушће реке помери и за по 480 km, те да река понекад досеже океан северно од полуострва Шандунг, а понекад јужно.
Још један историјски узрок разорних поплава је био колапс узводних ледених брана у унутрашњој Монголији са пратећим изненадним ослобађањем огромних количина заробљене воде. Било је 11 таквих великих поплава у прошлом веку, свака од којих је узроковала огромне губитке живота и имовине. У данашње време се примењује бацање експлозива из авиона да би се разбиле ледене бране пре него што постану опасне.
Пре времена модерних брана у Кини, Жута река је била екстремно склона плављењу. Током 2.540 година од 595. п. н. е. до 1946. године, сматра се да је Жута река плавила 1.593 пута, знатно мењајући свој курс 26 пута и девет пута у веома великој мери. Те поплаве обухватају неке од најсмртоноснијих природних катастрофа икада забележених. Пре савремених средстава за управљања катастрофом, када би се десиле поплаве, део становништва би у почетку страдао од дављења, али би затим знатно већи број људи испаштао од настале глади и ширења болести.

### Древна времена
У кинеској митологији, гигант Куа Фу исушио је Жуту реку и Веј реку да би угасио своју горућу жеђ док је пратио Сунце. Историјски документи из периода Пролећа и Јесени и династије Ћин указују да је Жута река у то време текла знатно северније од њеног садашњег тока. Ти документи приказују да након што је река прошла кроз Луојанг, она је текла дуж границе између провинција Шанси и Хенан, затим настављала дуж границе између Хебеја и Шандунга пре него што се испразнила у Бохајски залив у близини данашњег Тјенцина. Други излаз је у суштини пратио садашњи курс.
Река је напустила те путање 602. године п. н. е. и комплетно се померила јужно од Шандунг полуострва. Саботажа насипа, канала и резервоара и намерно плављење супарничких држава постала је стандардна војна тактика током периода зараћених држава. Како је долина Жуте реке била главни улазни пут у област Гуанџунг и државу Ћин са Велике кинеске низије, династија Ћин је чврсто утврдила пролаз Хангу; бројне битке су се ту одвиле, а то је исто тако било важно уско грло у заштити Хан престоница Чангана и Луојанга. Велика поплава из 11. године се сматра главним разлогом пада краткотрајне династије Син, а још једна поплава из 70. године је вратила реку северно од Шандонга на оно што је суштински њен данашњи ток.

### Средњовековна времена
Од почетка трећег века важност Хангу пролаза је умањена, са померањем главних утврђења и војних база узводно до Тунгуанског округа. Године 923, генерал Дуан Нинг династије каснији Љанг поново је провалио брану, плавећи 2.600 km² у неуспешном покушају да заштити престоницу свог краљевства. Слични предлог инжењера Ли Чуена за време династије Сунг који је желео плављењем области око доњег тока заштити централну висораван од Кидана је био одбијен 1020. године: Уговор из Шанјуана између две државе је изричито је забрањивао династији Сунг да успоставља нова корита или да мења речне токове.
Кршења су се десила без обзира на то: једно код Хенглунга 1034. године чиме је подељен ток у три дела и више пута су плављени северни региони Деџоу и Боџоу. Под династијом Сунг су пет година трајали радови у узалудном покушају да се обнови претходни ток реке. При томе је кориштено преко 35.000 запослених, 100.000 војника, и 220.000 тона дрвета и бамбуса годишње пре него што је пројекат напуштен 1041. године. Након тога је успорена река пробила насип код Шангхуа, те је главни ток отишао северно ка Тјенцину 1048. године и до 1194. је било блокирано ушће реке Хуај. Нагомилавање депозита муља било је такво да је чак и након што је Жута река касније померила свој ток, Хуај више није могао да протиче дуж свог историјског тока, већ уместо тога, његова вода се улива у језеро Хунгце и затим тече јужно према Јангцекјангу.
Поплава из 1344. вратила је Жуту реку јужно од Шандонга. Династија Јуан је била у опадању, и цар је присилио енормне тимове да граде нове насипе за реку. Лоши услови живота су помогли да дође до избијања побуна које су довеле до оснивања династије Минг. Ток реке се поново променио 1391. кад је река поплавила од Кајфенга до Фенгјанга у Анхуеју. Она је била коначно стабилизована под управом евнуха Ли Синга током пројеката јавних радова након поплаве из 1494. Река је плавила много пута у 16. веку, укључујући 1526, 1534, 1558, и 1587. Свака поплава је утицала на ток реке у доњем делу тока.
Поплава из 1642. је била вештачка, узрокована покушајем гувернера Кајфенга за време династије Минг да искористи реку да угуши сељачку побуну под Ли Џиченгом који је опседао град током шест месеци. Он је наложио својим људима да провале насип у покушају да поплаве побуњенике, али је уместо тога уништио свој сопствени град: процењује се да су поплава, и глад и куга који су уследили узроковали смрт око 300.000 становника од пређашње популације града од 378.000 особа. Некада просперитетни град је био скоро напуштен, све док није био обновљен под царом Канси из династије Ћинг.

### Недавна времена
Између 1851. и 1855, река се вратила на север током поплава које су узроковали Ниенски и Тајпиншки устанци. Процењује се да је поплава из 1887. узроковала смрт између 900.000 и 2 милиона људи, и она је једна од најгорих катастрофа у историји (искључујући глад и епидемије). Жута река је мање више попримила свој садашњи ток током поплаве из 1897.
Процењује се да је поплава из 1931. узроковала између 1.000.000 до 4.000.000 смртних случајева, и једна је од најгорих природних катастрофа у писаној историји (не рачунајући глад и епидемије).
Дана 9. јуна 1938, током Другог кинеско-јапанског рата, националистичке трупе под Чанг Кај Шеком пробиле су насипе који су држали реку у свом кориту у близини села Хуајуенкоу у Хенану, узрокујући оно што канадски историчар, Дијана Лари назива „ратом индукованом природном катастрофом”. Циљ операције је био да се заустави напредак јапанских трупа следећи стратегију „употребе воде као замене за војнике” (yishui daibing). Поплава из 1938. области величине 54.000 km² узела је између 500.000 и 900.000 кинеских живота, заједно са непознатим бројем јапанских војника. Поплава је спречила јапанску армију да заузме Џенгџоу, на јужној обали Жуте реке, али их није зауставила у остваривању њиховог циља заузимања Вухана, који је био привремено седиште кинеске владе и који опкорачује Јангцекјанг. .

## Географија
На реци и на њеној обали саграђене су бројне бране, вештачки резервоари воде и канали за наводњавање. Извори реке Хуанг Хе налазе се на планини Бајах Хар. Хуангхе протиче кроз Тибетску и Лесну висораван као и кроз Кинеску низију. Улива се у Жуто море. Слив реке износи око 752.000 km². Највећа притока јој је река Вејхо. Хуангхе је друга по величини река у Кини, одмах после Јангцекјанга. Делта Жуте реке обухвата око 8.000 km² (3.090 mi²). Међутим, са смањењем количине муља која доспева до мора, било је извештено да се сваке године од 1996. године река смањује услед ерозије.

## Хидроелектричне бране на реци
Река има веома велики хидроенергетски потенцијал те су стога на њој саграђене бројне бране. Највеће су саграђене: у Кањону Лиујиа, код града Ланиоу, Санменском кањону (Санменска хидроелектрана која је почела да се гради 1957. године; производи преко 6 милијарди KWh струје годишње).

## Поплаве и промене тока
Хуангхе је кроз историју често изазивала катастрофалне поплаве и мењала свој ток. У задњих 3.000-4.000 година Хуангхе је плавио 1.593 пута. Кинески историчари забележили су да је река до сада 18 пута променила главни ток. Ово мењање тока и честе поплаве имали су значајну улогу у стварању Кинеске низије.

## Аквакултура
Жута река је генерално мање погодна за аквакултуру него реке централне и јужне Кине, као што је Јангцекјанг или Бисерна река, али се аквакултуре практикује у неким областима дуж Жуте реке. Једна важна аквакултурна област је речна долина код града Сингјанга, узводно од Џенгџоуа. Од почетка развоја рибњака у долини Сингјанга у близини вароши Вангцуен 1986. гоине, систем рибњака у Вангцуену је достигао укупну величину од 15.000  (10 2), што чини овај град највећим аквакултурним центром у Северној Кини.
Разноврсне кинеске мекооклопне корњаче које су популарне међу кинеским гурманима се називају корњачама Жуте реке (黄河鳖). У данашње време већина корњача Жуте реке које се конзумирају у кинеским ресторанима потиче са фарми корњача, које могу или не морају да буду у близини Жуте реке. Године 2007, започела је Вангцуену изградња велике фарме за узгој овог типа корњача. Са капацитетом узгоја од око 5 милиона корњача годишње, ово постројење је највећа фарма ове врсте у Хенану.